# Arrondissement Torcy
Torcy is een arrondissement van het Franse departement Seine-et-Marne in de regio Île-de-France. De onderprefectuur is Torcy. Oorspronkelijk werd het arrondissement opgericht op 26 februari 1993 als Arrondissement Noisiel, de onder-prefectuur werd echter al op 28 april 1994 verplaatst naar Torcy en kreeg daarmee zijn huidige naam.

## Kantons
Het arrondissement was tot 2014 samengesteld uit de volgende kantons:
- Kanton Champs-sur-Marne
- Kanton Chelles
- Kanton Claye-Souilly
- Kanton Lagny-sur-Marne
- Kanton Noisiel
- Kanton Pontault-Combault
- Kanton Roissy-en-Brie
- Kanton Thorigny-sur-Marne
- Kanton Torcy
- Kanton Vaires-sur-Marne

Na de herindeling van de kantons bij decreet van 18 februari 2014, met uitwerking in maart 2015, is de samenstelling als volgt:
- Kanton Champs-sur-Marne
- Kanton Chelles
- Kanton Claye-Souilly  (2/30)
- Kanton Lagny-sur-Marne
- Kanton Ozoir-la-Ferrière (3/12)
- Kanton Pontault-Combault
- Kanton Serris (5/24)
- Kanton Torcy
- Kanton Villeparisis